# Toksykologia

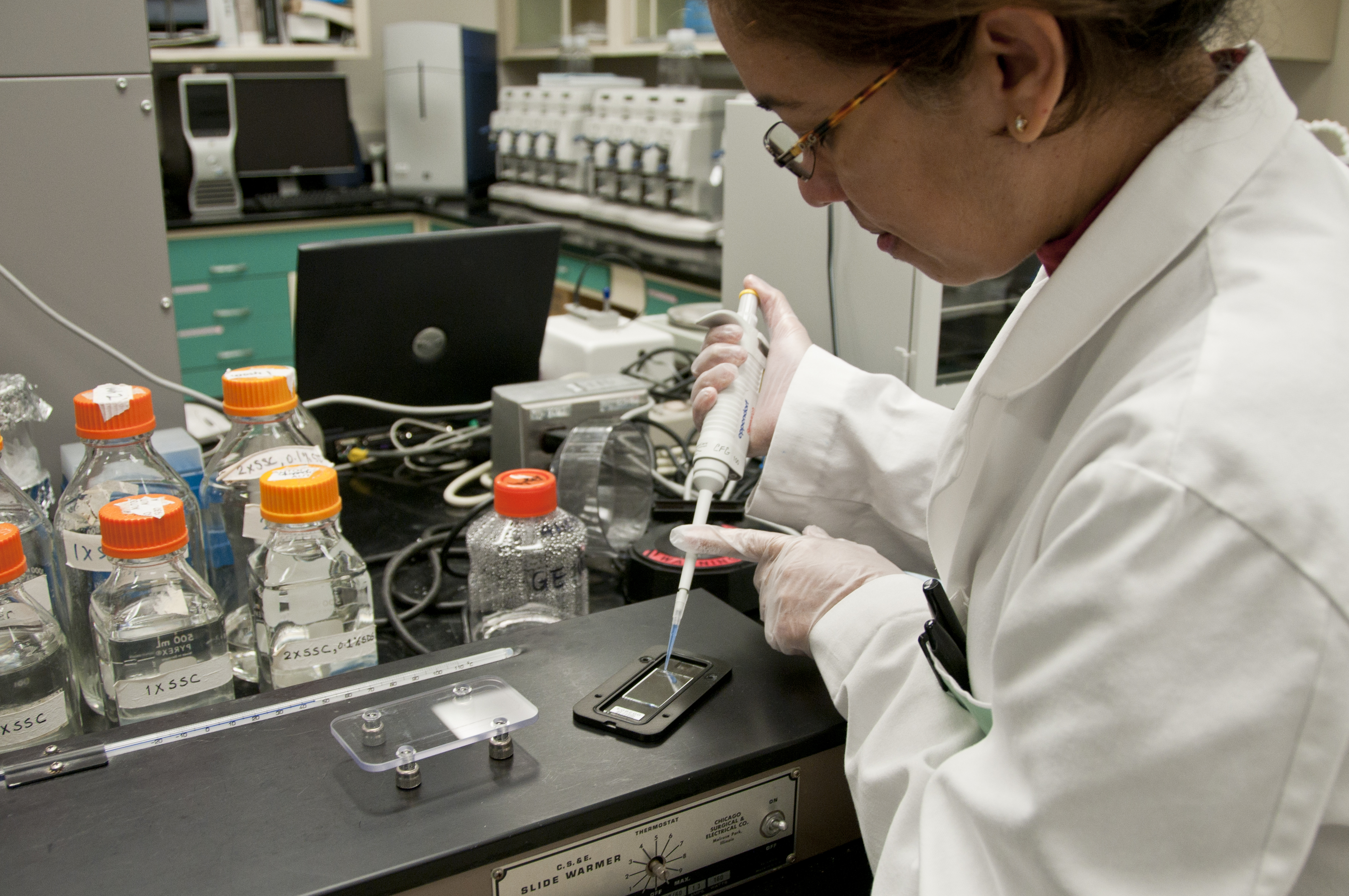
badania toksykologiczne

Toksykologia – nauka interdyscyplinarna wyodrębniona z biologii, chemii, medycyny, medycyny weterynaryjnej, farmakologii i innych dziedzin. Dzieli się ją umownie na toksykologię teoretyczną i toksykologię stosowaną.
Nazwa "toksykologia" wywodzi się od greckiego słowa τόξον (toxon) - "łuk" oraz τοξικος (toxicos) - substancja, którą zatruwano strzały.
Toksykologia zajmuje się badaniem własności czynników toksycznych i negatywnymi skutkami ich oddziaływania na organizm. Takimi własnościami są na przykład:
- toksyczność - bezpośrednie wywoływanie objawów chorobowych
- mutagenność - powodowanie zmian genetycznych
- kancerogenność - powodowanie zmian nowotworowych
- teratogenność - powodowanie wad rozwojowych płodu
- alergogenność - wywoływanie alergii.

Wiedza z dziedziny toksykologii jest powszechnie wykorzystywana przez lekarzy z dziedziny medycyny sądowej oraz lekarzy weterynarii wyspecjalizowanych w weterynarii sądowej.
Toksykologię dzieli się na:
- toksykologię ogólną - zajmuje się definiowaniem podstawowych pojęć
- toksykologię szczegółową - bada i opisuje trucizny
- toksykologię doświadczalną - opracowuje modele badawcze i zajmuje się śledzeniem losu trucizn w organizmie.

Do znanych toksykologów należał prof. John Henry.